# Kreuzdachbildstock (Aschach, Alte Leite; Hohrod)

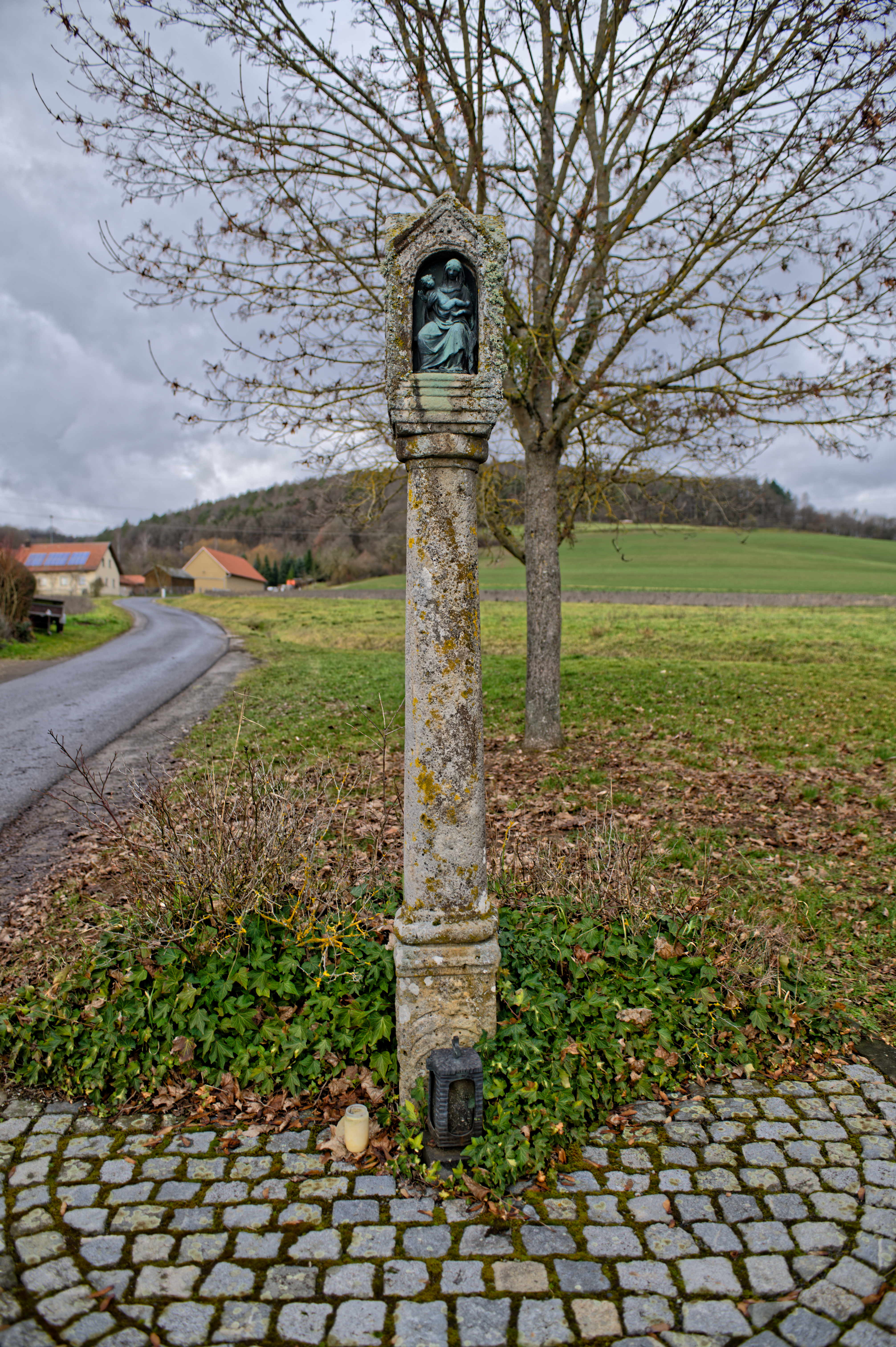
Kreuzdachbildstock, Aschach, Premicher Straße

Der Kreuzdachbildstock Alte Leite; Hohrod ist ein Flurdenkmal in Aschach, einem Ortsteil des Marktes Bad Bocklet im unterfränkischen Landkreis Bad Kissingen. Der Bildstock gehört zu den Baudenkmälern von Bad Bocklet und ist unter der Nummer D-6-72-112-49 in der Bayerischen Denkmalliste registriert.

## Beschreibung
Der grau verwitterte Kreuzdachbildstock besteht aus gelbbraunem Sandstein und entstand im Jahr 1660. Der dreiteilige, 235 cm hohe Bildstock besteht aus Basis, Sockelschaft und Dachhaus. Im kreisförmig gesetzten Steinkranz mit einem Durchmesser von 250 cm befindet sich auf einer prismatischen Vierkantbasis ein 54 cm hoher prismatischer Sockel mit den Abmessungen 24,5 cm × 24,5 cm, ein 125 cm hoher konischer Schaft mit einem Durchmesser von 24,5 cm unten und 24 cm oben mit Fußringwulst und Fußring, Kapitellring und Kapitellringwulst (je 3 cm und 5 cm) und einem 56 cm hohen Kreuzdachhaus mit den Abmessungen 26 cm × 26 cm auf einem getreppten Untersatz.
Die Sockelzier besteht aus:
a) einem Dreiwirbel mit aufgehenden, zueinander geneigten dreigliedrigen Wedeln
b) einem Lanzettblatt auf viergliedrigem Basiswedel
c) einem Glückskleeblatt mit Diagonalkreuz und viergliedrigem Basiswedel und
d) einem Viererherzblatt mit Endspiralen und Diagonalkreuz auf Hufeisen mit Tropfenenden. Hier wurden keltische Fischblasenornamente eingesetzt, wobei der Ursprung der Entwurfvorlagen unklar ist.
Das Dachhaus besteht aus
a) einer Bildnische mit einer sitzenden Madonna (vermutlich Bronze), darüber ein Kreuz
b) links aus einem Wappen im barocken Rahmen und einem Kreuz im Geviert, das innen einen Kreis beinhaltet. Der Kreis im Geviert hat einen Durchmesser von etwa 5 cm und zeigt:
b1) einen fränkischer Rechen
b2) ein Vierblatt mit Diagonalkreuz
b3) ein Vierblatt mit Diagonalkreuz
b4) einen aufrecht stehenden, dreieckigen Schlüssel.
c) ein Kreuz mit den Arma Christi (Hammer, Nagel, Zange, Seil, Leiter, Kelch, Keule und Hahn auf Säulchen)
d) eine Inschrift auf der Rückseite:

„GOTT

IA TERLET

IN DIESEN B

ILDSTOCK AN

NO 1660 MACH

EN LASSEN“

Der Schlüssel ist ein Wappenzeichen des Bistums Worms und kommt als solches im Wappen des Fürstbischofs Johann Philipp von Schönborn. Die Herkunft des Vierblattmotivs mit Diagonalkreuz ist unklar.